# Барса (Арад)
Барса (рум. Bârsa) насеље је у Румунији у округу Арад у општини Барса. Oпштина се налази на надморској висини од 140 m.

## Историја
Године 1837. јавља се као пренумерант једне српске књиге у Араду, Георгије Манујловић провизор спахилука "Берзе".

## Становништво
Према подацима из 2002. године у насељу је живело 1920 становника.

### Попис2002.
| Расподела становништва по националности 2002.‍ | Расподела становништва по националности 2002.‍ | Расподела становништва по националности 2002.‍ | Расподела становништва по националности 2002.‍ | Расподела становништва по националности 2002.‍ |
| --------------------------------------------- | --------------------------------------------- | --------------------------------------------- | --------------------------------------------- | --------------------------------------------- |
|                                               |                                               |                                               |                                               |                                               |
| Румуни                                        | Румуни                                        |                                               | 1.881                                         | 98,1%                                         |
| Мађари                                        | Мађари                                        |                                               | 14                                            | 0,7%                                          |
| Роми                                          | Роми                                          |                                               | 22                                            | 1,1%                                          |

### Хронологија
| Година       | 1992 | 1993 | 1994 | 1995 | 1996 | 1997 | 1998 | 1999 | 2000 | 2001 | 2002 | 2003 | 2004 | 2005 | 2006 | 2007 | 2008 | 2009 | 2010 | 2011 | 2012 | 2013 | 2014 | 2015 | 2016 | 2017 |
| ------------ | ---- | ---- | ---- | ---- | ---- | ---- | ---- | ---- | ---- | ---- | ---- | ---- | ---- | ---- | ---- | ---- | ---- | ---- | ---- | ---- | ---- | ---- | ---- | ---- | ---- | ---- |
| Становништво | 2072 | 2034 | 2000 | 1971 | 1962 | 1943 | 1933 | 1925 | 1927 | 1932 | 1909 | 1919 | 1932 | 1928 | 1918 | 1915 | 1911 | 1881 | 1879 | 1885 | 1872 | 1870 | 1859 | 1841 | 1848 | 1840 |